# 더 커스텀 하우스

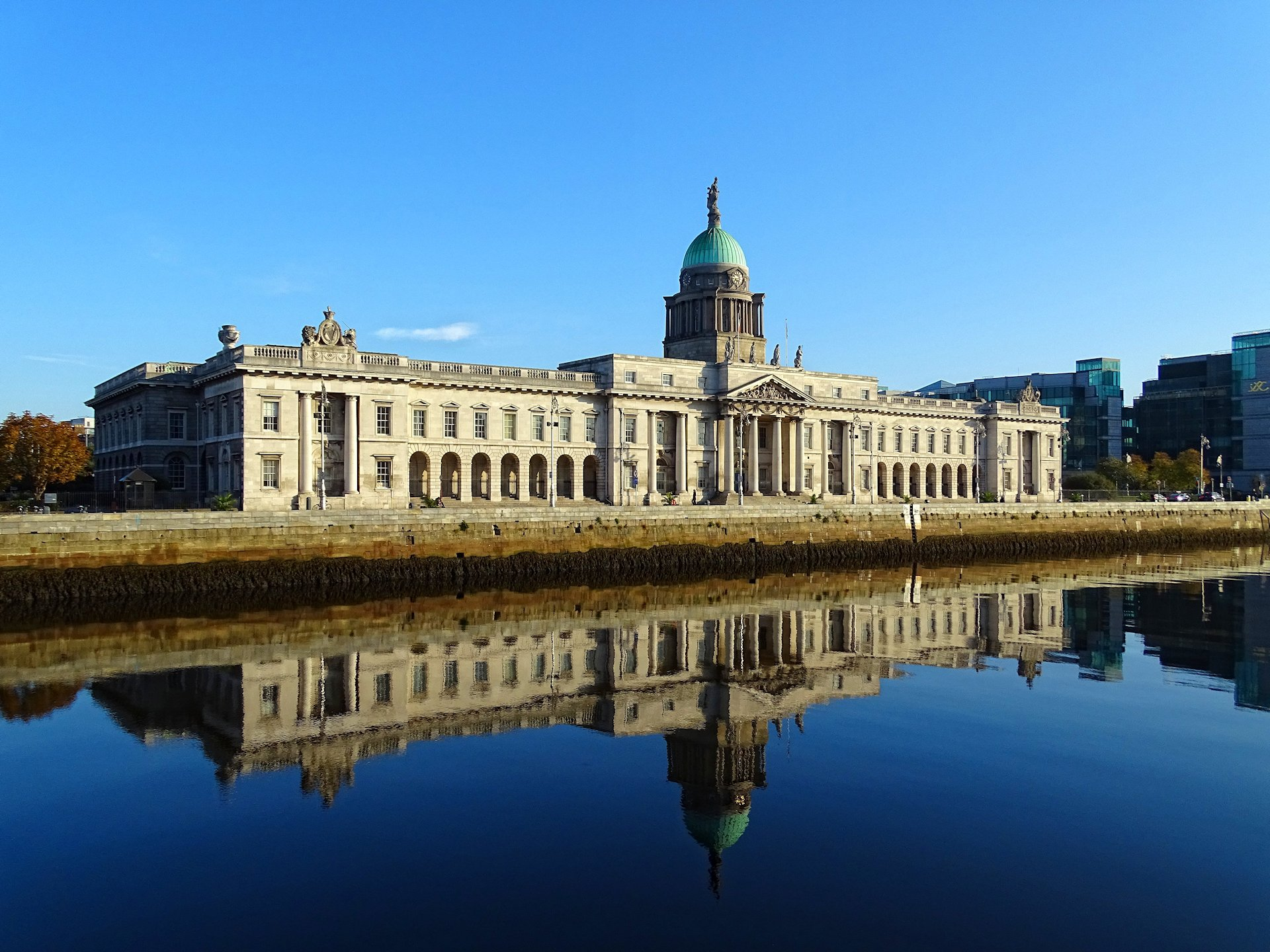

더블 중심부의 위치

더 커스텀 하우스(The Custom House, 아일랜드어: Teach an Chustaim)은 아일랜드 더블린에 있는 신고전주의 양식의 18세기 건물로 주택, 지방 정부 및 문화유산부를 수용하고 있다. 리피강 북쪽 제방, 버트 브리지(Butt Bridge)와 탤벗 메모리얼 브리지(Talbot Memorial Bridge) 사이의 커스텀 하우스 키(Custom House Quay)에 위치해 있다.

## 갤러리

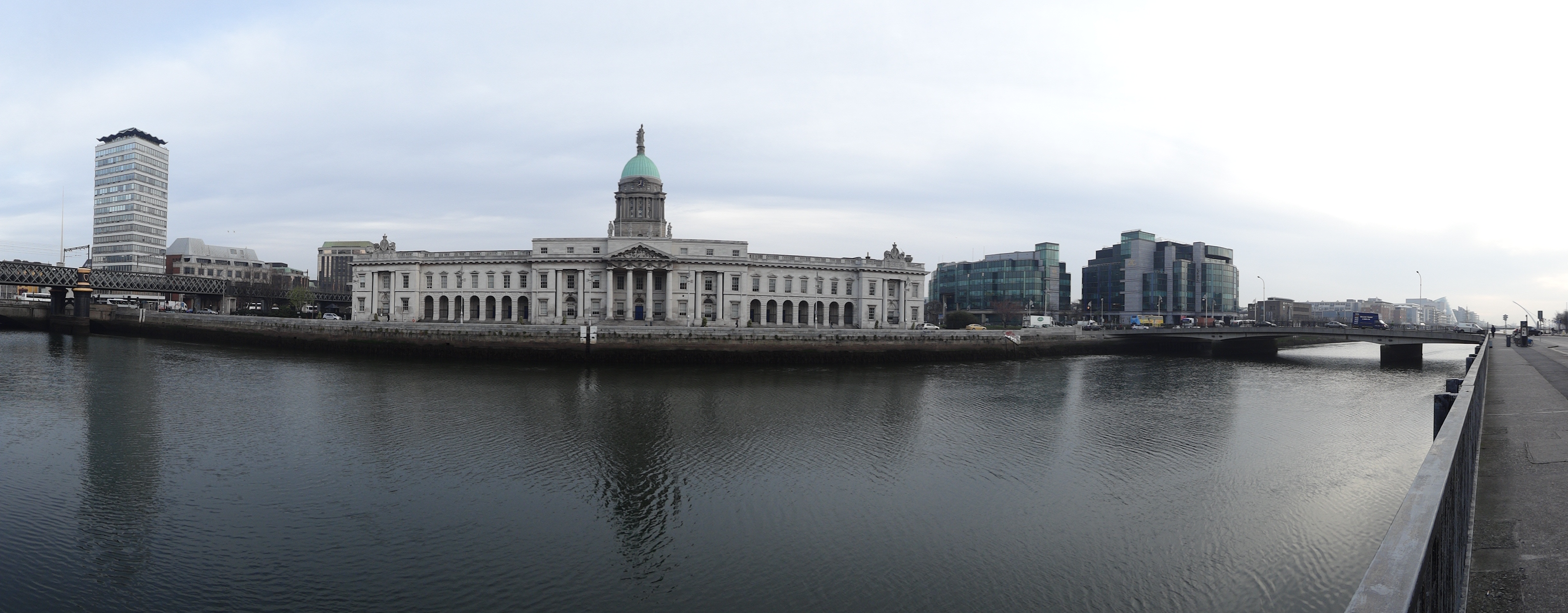
왼쪽에 리버티 홀이 있고 오른쪽에 국제 금융 서비스 센터가 있는 더 커스텀 하우스의 전경
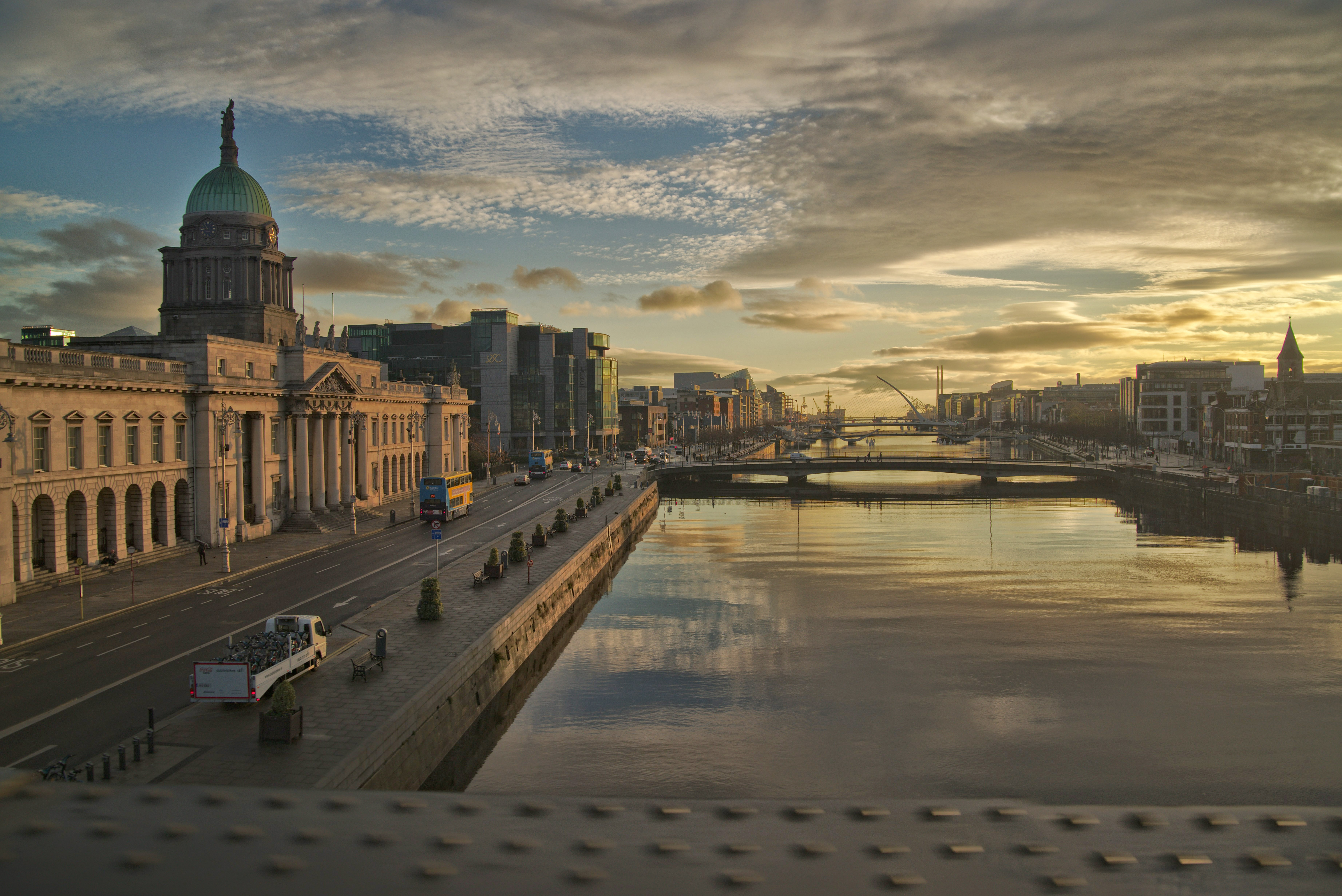
루프라인 다리에서 새벽 동쪽을 바라본 모습